# Irschinger Ach
Die Irschinger Ach (vormals: Westenhauser Ach) welche erst ab der Gemeindegrenze nach Vohburg so bezeichnet wird, ist ein etwas kleinerer Wasserlauf als der Wellenbach, verläuft aber weitgehend parallel zu diesem. 
Sie entsteht vor allem aus einigen kleineren Bächen und Gräben aus dem Feilenmoos. Der Kühpicklgraben fließt aus südlicher Richtung kommend in den Manchinger Flugplatz. Er durchfließt die dortigen Seen und tritt bei Lindach aus dem Flugplatz aus. Ab dort wird er als Westenhauser Ach bezeichnet. Sie durchfließt einige ehemalige Donauschleifen bis zur heutigen Paar. Als man den Paardamm baute, verlegte man die Ach durch Irsching in den Wellenbach.